# Ismail I (Nasrydzi)
Ismail I (1279–1325) – emir Grenady od 1314 do 1325. Piąty władca dynastii Nasrydów. 
Za panowania Ismaila Grenada prowadziła walki z Kastylią, która kilkukrotnie podejmowała próby podporządkowania sobie emiratu. Następcą Ismaila został jego starszy syn Muhammad.